# Zenkeria obtusiflora
Zenkeria obtusiflora là một loài thực vật có hoa trong họ Hòa thảo. Loài này được (Thwaites) Benth. miêu tả khoa học đầu tiên năm 1881.